# Amphicnemis hoisen
Amphicnemis hoisen – gatunek ważki z rodziny łątkowatych (Coenagrionidae). Występuje endemicznie w Malezji – w południowo-wschodniej części Półwyspu Malajskiego.